# 찬드라굽타 2세
찬드라굽타 2세 (재위: 서기 375-415년) 또는 찬드라굽타 비크라마디티야는 그는 굽타 제국의 황제였다. 현대 학자들은 그를 일반적으로 델리의 철 기둥 비문의 찬드라 왕과 동일시한다.
그는 군사 정복과 혼인 동맹을 통해 아버지 사무드라굽타의 확장 정책을 계속 이어 나갔다. 역사적 증거는 사산조의 패배, 서사트라프의 정복, 그리고 에프탈의 봉신화를 포함한 그의 놀라운 승리를 증명한다. 찬드라굽타 2세의 통치 아래 굽타 제국은 서쪽의 옥수스강에서 동쪽의 벵골 지역에 이르는 광대한 영토를 직접 통제했으며, 북쪽의 히말라야산맥 산기슭에서 남쪽의 나르마다강에 이르렀다. 찬드라굽타 2세는 카담바 왕조와의 혼인 동맹을 통해 카르나타카의 쿤탈라국에 대한 영향력을 확대했으며, 그의 딸 프라바바티굽타의 20년간의 섭정 기간 동안 바카타카 왕국을 굽타 제국에 효과적으로 통합시켰다.
찬드라굽타 2세는 독실한 비슈누파 신자였으나 다른 신앙도 용인했다. 그는 학문의 위대한 후원자였으며, 그의 궁정에는 전설적인 나바라트나(아홉 보석)가 있었던 것으로 전해진다. 그의 통치는 무역, 문화 및 행정을 강화하여 그를 인도에서 가장 유명한 군주 중 한 명으로 만들었다. 그의 통치 기간 동안 인도를 방문했던 중국 승려 법현은 그가 평화롭고 번영하는 왕국을 통치했다고 시사한다. 전설적인 인물 비크라마디티야는 아마도 찬드라굽타 2세(및 다른 왕들)를 기반으로 했을 것이며, 저명한 산스크리트어 시인 칼리다사는 그의 궁정 시인이었을 수 있다. 우다야기리 석굴의 석굴 사당도 그의 통치 기간 동안 지어졌다. 그의 뒤를 이어 쿠마라굽타 1세가 즉위했다.

## 이름과 칭호

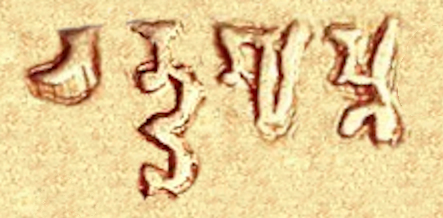
주화에 새겨진 굽타 문자로 된 완전한 이름 "찬드라굽타" (굽타 문자: _{}_{}) 차-드라-구-프타.

찬드라굽타 2세는 "찬드라굽타"라는 이름을 가진 왕조의 두 번째 통치자였으며, 첫 번째는 그의 할아버지 찬드라굽타 1세였다. 그는 또한 그의 동전에 기록된 대로 단순히 "찬드라"로도 알려졌다. 그의 관리 암라카르다바의 산치 비문은 그가 데바라자로도 알려져 있었다고 명시한다. 바카타카 여왕으로서 발행된 그의 딸 프라바바티굽타의 기록은 그를 찬드라굽타뿐만 아니라 데바굽타라고도 부른다. 데바슈리(IAST: Devaśri)는 이 이름의 또 다른 변형이다. 델리의 철 기둥 비문은 찬드라 왕이 "다바"로도 알려져 있었다고 명시한다: 만약 이 찬드라 왕이 찬드라굽타와 동일시된다면(아래 참조), "다바"가 왕의 또 다른 이름이었던 것으로 보인다. 또 다른 가능성은 "다바"가 일반 명사 "바바"의 오기일 수 있다는 것이지만, 비문의 다른 부분에는 오류가 없기 때문에 그럴 가능성은 낮다.
비슈누 푸라나의 한 구절은 인도의 동부 해안의 주요 부분인 코살라, 오드라, 탐랄립타, 그리고 푸리가 굽타 시대와 거의 동시에 데바락시타스에 의해 통치되었다고 시사한다. 굽타 시대에 데바락시타라는 알려지지 않은 왕조가 상당한 영토를 통제할 만큼 강력했을 가능성은 낮으므로, 다샤라타 샤르마와 같은 일부 학자들은 "데바-락시타"(IAST: Devarakṣita)가 찬드라굽타 2세의 또 다른 이름이었다고 이론화한다. D. K. 강굴리와 같은 다른 학자들은 이러한 식별이 너무 임의적이며 만족스럽게 설명될 수 없다고 주장하며 이 이론에 반대한다.
찬드라굽타는 바타라카와 마하라자디라자라는 칭호를 가졌고, 아프라티라타("비할 데 없는 또는 적수가 없는")라는 칭호를 사용했다. 그의 후손 스칸다굽타의 통치 기간에 발행된 수피야 석주 비문은 그를 "비크라마디티야"라고도 부른다. 삼대양의 주인과 수도승 왕("브라만들의 왕")과 같은 다른 주목할 만한 칭호들도 찬드라굽타 2세에게 수여되었다.

## 초기 생애
찬드라굽타는 그의 비문에 기록된 대로 사무드라굽타 황제와 닷타데비 황후의 아들이었다. 공식 굽타 계보에 따르면 찬드라굽타는 굽타 황좌에서 그의 아버지의 뒤를 이었다. 산스크리트 연극 데비찬드라굽탐은 다른 증거와 함께 그에게 라마굽타라는 형이 있었음을 시사한다. 연극에서 라마굽타는 포위당했을 때 그의 황후 드루바데비를 샤카족 적에게 항복시키기로 결정하지만, 찬드라굽타는 황후로 변장하여 적진으로 가서 적을 죽인다. 얼마 후, 찬드라굽타는 라마굽타를 폐위시키고 새로운 왕이 된다. 이 이야기가 역사적 사실에 기반을 둔 것인지 아니면 허구인지에 대해서는 현대 역사가들 사이에서 논쟁이 있으며, 일부는 역사적 사실에 기반을 둔 것으로 믿고 다른 일부는 허구로 일축한다.

## 통치 기간

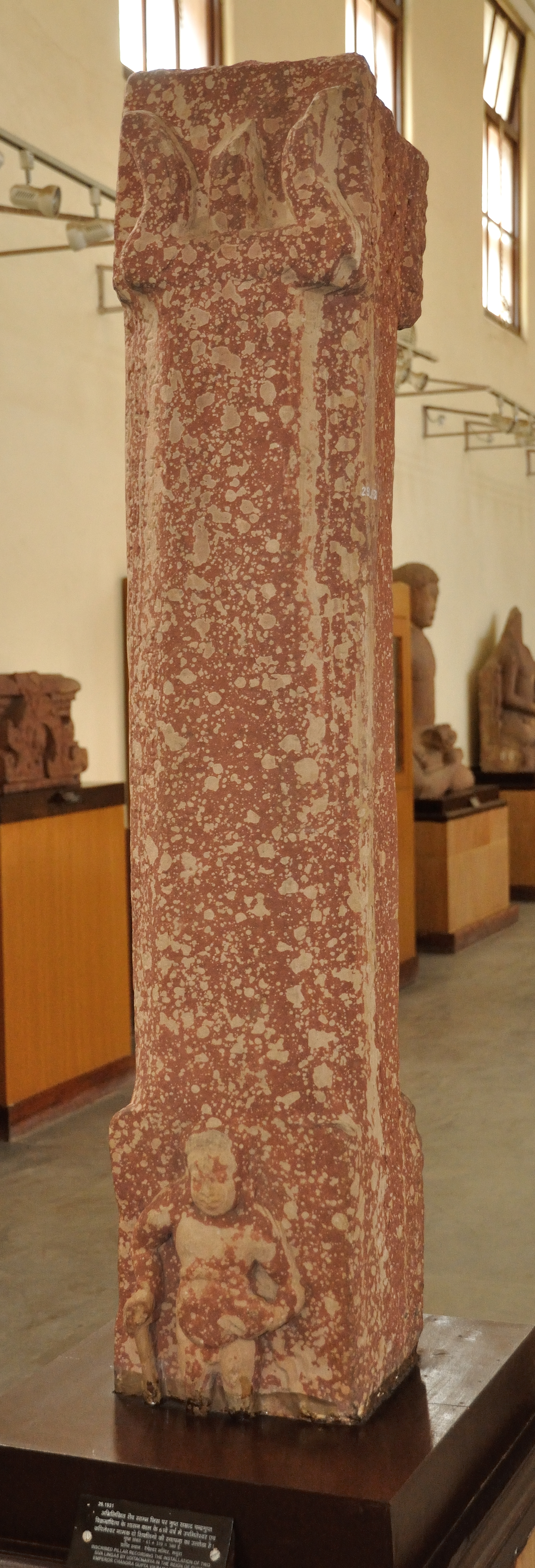
마투라의 랑게슈와르 사원(Rangeshwar Temple)에 있는 라쿨리사 마투라 기둥 비문이 새겨진 기둥. 이 기둥은 "사무드라굽타의 아들 찬드라굽타 비크라마디티야 통치 시기 굽타기 61년(서기 380년)"에 우디타 아차르야가 두 개의 시바 링가를 설치했음을 기록한다. 마투라 박물관 마투라 박물관.

찬드라굽타 2세의 마투라 기둥 비문(다른 일부 굽타 비문도 마찬가지)에는 두 가지 날짜가 언급되어 있다. 여러 역사가들은 이 날짜 중 하나가 왕의 통치 연도를 나타내고 다른 날짜는 굽타기원의 연도를 나타낸다고 가정했다. 그러나 2004년 인도학자 해리 팔크(Harry Falk)는 이전 학자들이 통치 연도로 이해했던 날짜가 실제로는 칼라아누바르타마나(kālānuvarttamāna) 시스템의 날짜라고 이론화했다. 팔크에 따르면, 칼라아누바르타마나 시스템은 쿠샨 황제 카니슈카가 확립한 기년법의 연속이며, 팔크는 카니슈카의 대관식을 서기 127년으로 추정한다. 쿠샨기원은 100년 후에 다시 계산을 시작한다(예: 100년 다음은 101년이 아니라 1년이다).
마투라 비문의 날짜 부분은 (IAST):와 같이 읽힌다.
candragupta-sya vijarajya-saṃvatsa[re] ... kālānuvarttamāna-saṃvatsare ekaṣaṣṭhe 60 ... [pra]thame śukla-divase paṃcāmyaṃ
칼라아누바르타마나-삼바트사레(kālānuvarttamāna-saṃvatsare)라는 단어 앞의 글자는 비문에서 마모되었지만, 역사가 D. R. 반다르카르(D. R. Bhandarkar, 1931~1932)는 그것들을 굽타(gupta)로 재구성하고, 굽타-칼라아누바르타마나-삼바트사레(gupta-kālānuvarttamāna-saṃvatsare)라는 용어를 "굽타기원 이후의 연도"로 번역했다. 그는 전체 문장을 다음과 같이 번역했다.
... 찬드라굽타의 ... 연도에, ... 굽타기원 이후 61년의 첫 번째 (아샤다)의 밝은 반기의 다섯째 날에.
역사가 D. C. 시르카르(1942)는 누락된 글자를 "[paṃ]cāme"("다섯 번째")로 복원하고, 이 비문이 찬드라굽타의 통치 5년에 작성되었다고 결론지었다. 누락된 글자는 "prathame"("첫 번째")로도 읽혔다. 이러한 해석에 따르면, 이 비문은 굽타기원 61년과 찬드라굽타의 통치 첫 해 또는 다섯 번째 해에 작성되었다. 굽타기원이 서기 319-320년경에 시작되었다고 가정하면, 찬드라굽타의 통치 시작은 서기 376-377년 또는 서기 380-381년으로 추정할 수 있다.
팔크는 누락된 글자들이 숫자로 된 연도를 나타낸다는 점에는 동의하지만, 시르카르의 해석을 "단순한 상상"으로 일축하며, 누락된 글자들이 "복구할 수 없을 정도로 마모되었다"고 지적한다. 쿠샨 시대 이론을 지지하며, 팔크는 칼라아누바르타마나-삼바트사레(kālānuvarttamāna-saṃvatsare)라는 용어가 언급된 네 개의 굽타 비문(연대순)을 제시한다.
| 비문        | 재위 군주      | 왕조 연도     | 칼라아누바르타마나 연도 |
| ----------- | -------------- | ------------- | ----------------------- |
| 마투라 기둥 | 찬드라굽타 2세 | 마모됨        | 61                      |
| 상인방      | 언급 없음      | 주어지지 않음 | 70                      |
| 야크샤 인물 | 쿠마라굽타 1세 | 112           | 5                       |
| 불상 좌대   | 쿠마라굽타 1세 | 121           | 15                      |

팔크는 위 표의 "왕조 연도"가 굽타기원의 연도로 보인다고 지적한다. 칼라아누바르타마나 연도는 통치 연도가 될 수 없는데, 찬드라굽타 1세가 61년이나 통치한 것으로 알려져 있지 않기 때문이다. 만약 마투라 기둥 비문의 "61"이 굽타기원의 연도를 나타낸다고 가정하면(반다르카르, 시르카르 및 다른 학자들이 가정한 대로), 불상 좌대의 "15"도 굽타기원의 연도를 나타낸다고 가정해야 한다. 이는 쿠마라굽타 1세가 찬드라굽타 2세 이후에 통치했으므로 분명히 잘못된 가정이다. 불상 좌대 비문을 연구한 학자 K.K. 타플리알(K.K. Thaplyal)과 R.C. 샤르마(R.C. Sharma)는 필사가 121년과 15년을 실수로 뒤바꿨다고 추측했지만, 팔크는 이러한 가정이 불필요하다고 말한다.
팔크에 따르면, 칼라아누바르타마나 연도 100년 후에 다시 시작되는 시스템을 의미한다고 가정하면, 이러한 불일치는 만족스럽게 설명될 수 있다. 야크샤 인물 비문은 굽타기 112년(서기 약 432년)으로, 칼라아누바르타마나 연도 5년에 해당한다. 따라서 쿠마라굽타 시대에 사용된 칼라아누바르타마나 연도는 서기 432-5 = 427년에 시작되었음이 틀림없다. 불상 좌대 비문에 언급된 연도 또한 이 시대의 시작이 서기 약 426-427년임을 시사한다. 칼라아누바르타마나 시스템은 100년마다 다시 시작되므로, 찬드라굽타 2세 통치 기간 동안 사용된 칼라아누바르타마나 연도는 서기 327년에 시작되었을 것이다. 따라서 마투라 비문은 327+61 = 서기 약 388년으로 추정될 수 있다. 팔크의 이론이 굽타 연대기를 크게 바꾸지는 않지만, 마투라 비문의 날짜를 찬드라굽타 통치의 시작을 결정하는 데 사용할 수 없음을 의미한다.
412-413년 (굽타기 93년)으로 추정되는 산치 비문은 찬드라굽타의 마지막으로 알려진 날짜가 기록된 비문이다. 그의 아들 쿠마라굽타는 415-416년 (굽타기 96년)에 이미 황좌에 있었으므로, 찬드라굽타의 통치는 412-415년 사이에 끝났을 것이다.

## 군사 경력

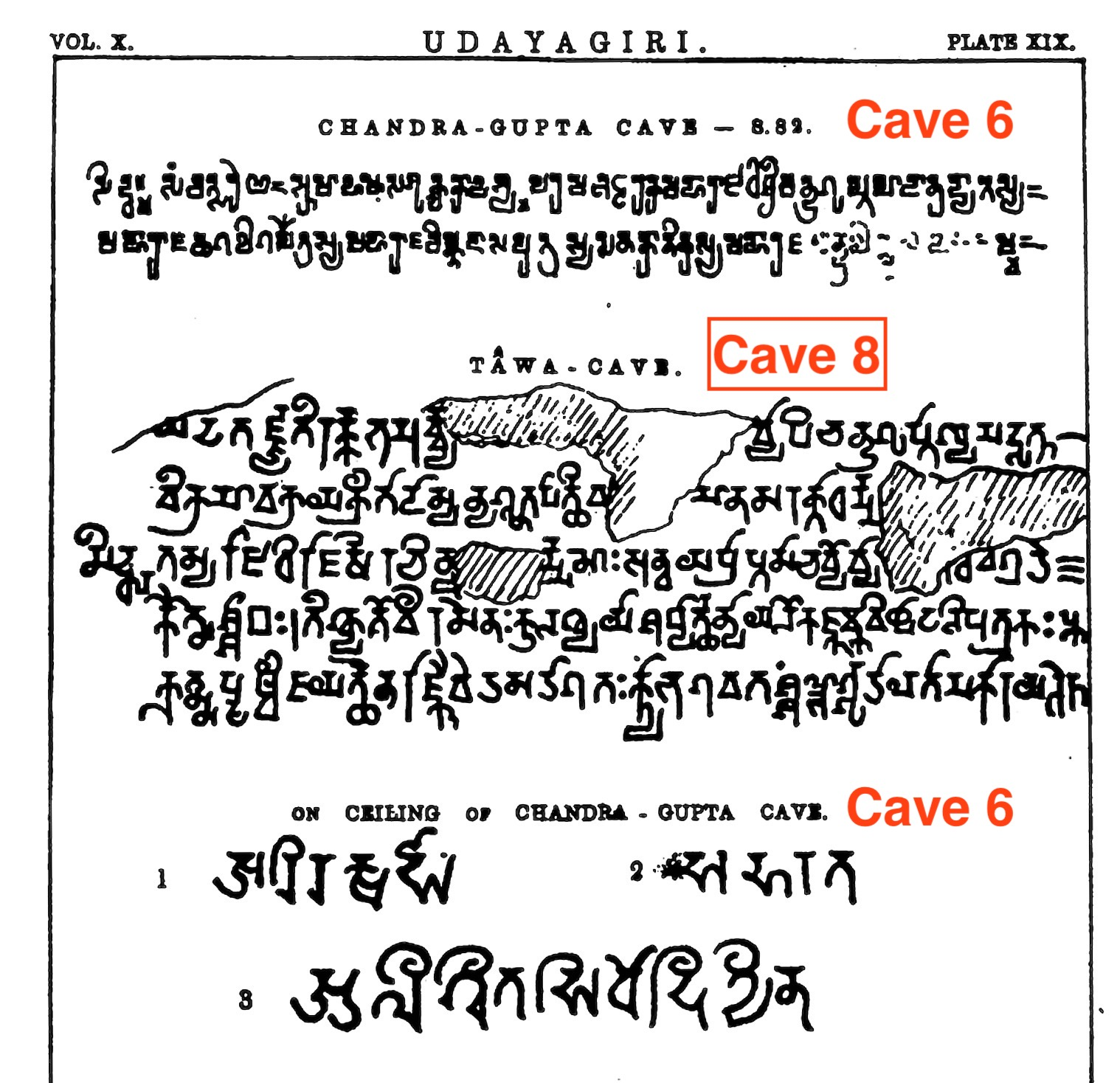
우다야기리 동굴에 있는 동굴 6호와 8호 비문은 찬드라굽타 2세의 통치를 언급한다.

찬드라굽타의 외무대신 비라세나의 우다야기리 비문은 황제가 뛰어난 군사 경력을 가지고 있었음을 시사한다. 이 비문은 황제가 자신의 무력으로 "땅을 사들였고", 다른 왕들을 노예 신분으로 전락시켰다고 명시한다. 그의 제국은 서쪽의 인더스강 입구와 북부 파키스탄에서 동쪽의 벵골 지역까지, 북쪽의 히말라야산맥 산기슭에서 남쪽의 나르마다강까지 뻗어 있었다.
찬드라굽타의 아버지 사무드라굽타와 아들 쿠마라굽타 1세는 자신들의 군사적 위력을 선포하기 위해 아슈바메다 말 희생제를 거행한 것으로 알려져 있다. 20세기, 바라나시 근처에서 발견된 말 석상과 그 비문이 "찬드람구"(찬드라굽타로 해석됨)로 잘못 읽히면서 찬드라굽타도 아슈바메다 희생제를 거행했을 것이라는 추측이 제기되었다. 그러나 이 이론을 뒷받침할 실제 증거는 없다.

### 서사트라프
역사적 및 문헌적 증거는 찬드라굽타 2세가 인도 서중부를 통치했던 서사트라프(일명 샤카족)에 대항하여 군사적 성공을 거두었음을 시사한다. 찬드라굽타의 아버지 사무드라굽타의 알라하바드 기둥 비문은 "샤카-무룬다스"를 그를 진정시키려 했던 왕들 중 하나로 언급한다. 사무드라굽타가 샤카족을 종속적인 동맹 관계로 만들었으며, 찬드라굽타가 그들을 완전히 정복했을 가능성도 있다.
비라세나의 우다야기리 비문은 그를 파탈리푸트라의 거주자로 묘사하며, 그가 "전 세계를 정복하려" 하는 왕과 함께 중인도의 우다야기리에 왔다고 명시한다. 이는 찬드라굽타가 군사 작전 중에 중인도의 우다야기리에 도달했음을 나타낸다. 찬드라굽타가 중인도로 군대를 이끌었다는 이론은 또한 서기 약 412-413년(굽타기 93년)에 작성된 암라카르다바의 산치 비문에 의해서도 뒷받침된다. 암라카르다바는 "많은 전투에서 승리와 명성을 얻었으며 그의 생계는 찬드라굽타를 섬김으로써 확보되었다"고 한다. 서기 약 401-402년(굽타기 82년)에 작성된 찬드라굽타의 봉신 마하라자 사나카니카의 비문 또한 중인도에서 발견되었다. 찬드라굽타 시대에 이 지역을 통치했던 유일한 중요한 세력은 서사트라프였으며, 그들의 통치는 독특한 주화로 증명된다. 서사트라프 통치자들이 발행한 주화는 4세기 마지막 10년 동안 갑자기 사라진다. 이 유형의 주화는 5세기 두 번째 10년 동안 다시 나타나며, 굽타 시대로 표기되어 있는데, 이는 찬드라굽타가 서사트라프를 정복했음을 시사한다.
찬드라굽타의 승리 정확한 날짜는 알려져 있지 않지만, 잠정적으로 397년에서 409년 사이로 추정할 수 있다. 4세기 크샤트라파 주화 중 마지막 주화인 루드라심하 3세의 주화는 샤카기 310년 또는 319년(주화 전설이 부분적으로 유실됨)으로, 즉 388년 또는 397년으로 추정할 수 있다. 409년으로 추정되는 찬드라굽타의 주화는 크샤트라파 주화와 유사하며, 샤카족의 불교 비하라 상징이 굽타 제국의 가루다 상징으로 대체되었다.
문헌적 증거 또한 찬드라굽타의 서사트라프 승리를 뒷받침한다. 역사성이 논쟁 중인 산스크리트 연극 데비찬드라굽탐은 찬드라굽타의 형 라마굽타가 포위당했을 때 그의 황후 드루바데비를 샤카족 족장에게 넘겨주기로 합의했지만, 찬드라굽타가 황후로 변장하여 적진에 들어가 샤카족 족장을 죽였다고 서술한다. 찬드라굽타는 비크라마디티야라는 칭호를 가졌으며, 여러 인도 전설은 샤카족을 물리친 비크라마디티야 왕에 대해 이야기한다. 여러 현대 학자들은 이러한 전설이 찬드라굽타의 샤카족에 대한 승리에 기반을 두었을 수 있다고 이론화한다.
서사트라프에 대한 승리의 결과로, 찬드라굽타는 현재 구자라트주의 아라비아해 연안까지 제국을 확장했을 것이다.

### 다른 군사적 승리

델리의 철 기둥. 찬드라 왕의 비문이 새겨져 있으며, 찬드라굽타 2세로 확인된다. 13세기 술탄 일투트미쉬에 의해 쿠틉 미나르 복합단지에 승리 기둥으로 설치되었다.

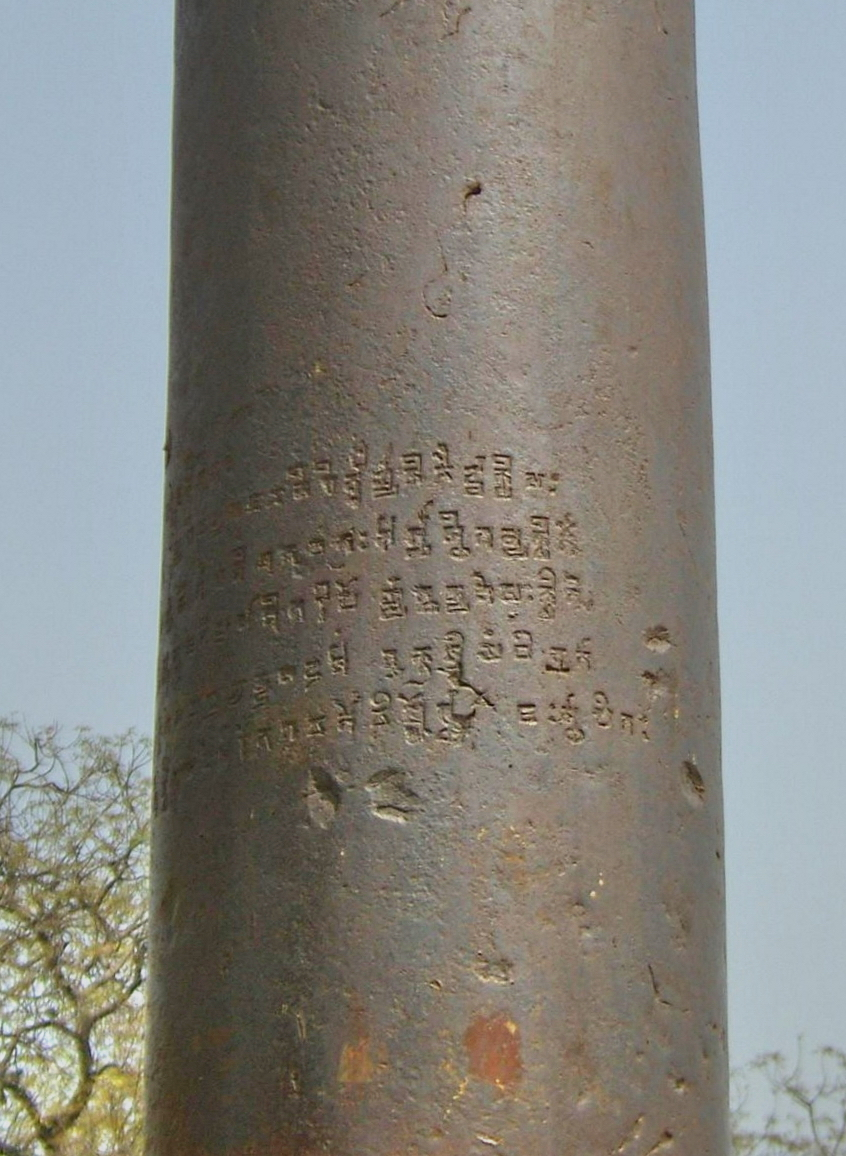
찬드라 왕의 비문

델리의 철 기둥에는 "찬드라"라는 왕의 비문이 새겨져 있다. 현대 학자들은 일반적으로 이 왕을 찬드라굽타 2세와 동일시하지만, 완전히 확실하다고는 할 수 없다.
다른 동일시가 제안되기도 했지만, 철 기둥 비문의 찬드라를 찬드라굽타 2세로 동일시할 강력한 증거가 있다.
- 찬드라굽타의 주화는 그를 "찬드라"라고 부른다.[11]
- 철 기둥 비문에 따르면, 찬드라는 비슈누의 헌신적인 숭배자였다.[42] 찬드라굽타 또한 비슈누파였으며, 굽타 기록에는 바가바타(비슈누의 헌신적인 숭배자)로 묘사되어 있다.[44]
- 철 기둥은 찬드라 왕이 비슈누를 기리기 위해 비슈누-파다라는 이름의 언덕에 세웠다고 전해지지만, 비문에는 "왕이 세상을 떠나 다른 세상으로 갔다"고 명시되어 있어 비문이 새겨지기 직전에 왕이 사망한 것으로 보인다. 유사한 비슈누-드바자(비슈누를 기리는 깃대)는 그의 아버지 쿠마라굽타 1세의 죽음 이후 굽타 황제 스칸다굽타(찬드라굽타의 손자)에 의해 세워졌다.[44]
- 그의 우다야기리 비문에 따르면, 찬드라굽타는 디그비자야("모든 지역 정복") 캠페인을 벌였다.[11] 그는 강력한 주권 황제였던 것으로 알려져 있으며, 이는 철 기둥 비문이 찬드라 왕을 "자신의 팔로 얻은 세계에서 유일한 최고의 주권을 아주 오랫동안 누린" 사람으로 묘사하는 것과 잘 부합한다.[44]
- 철 기둥 비문은 남쪽 바다가 찬드라의 위력의 "산들바람으로 향기롭다"고 명시한다. 이것은 찬드라굽타가 서부 크샤트라파 영토를 정복한 후 굽타 통치를 아라비아해까지 확장한 것을 언급하는 것일 수 있다. 아라비아해는 굽타 제국의 남쪽에 위치했으며, 따라서 "남쪽 바다"라는 용어는 이 맥락에서 적용 가능하다.[44]
- 철 기둥 비문은 "그의 이름은 찬드라이며 그는 얼굴에 보름달의 영광을 지니고 있었다"고 명시한다. 이는 그의 후손 스칸다굽타의 만다사우르 비문과 유사하며, 스칸다굽타는 찬드라굽타를 "굽타 왕들의 은하계에서 유명한 이름 찬드라굽타를 가진 달"이라고 묘사한다.[13]

철 기둥 비문은 찬드라에게 다음과 같은 승리를 돌린다.
- 방가국의 적들의 연합을 격파했다.
- 전쟁 중에 신두강(인더스강)의 "일곱 지류"를 건너 바흘리카족을 격파했다.

#### 펀자브 지역
찬드라가 찬드라굽타와 동일시된다면, 찬드라굽타는 펀자브 지역을 통과하여 현재의 아프가니스탄 발흐에 있는 바흘리카 지역까지 진군한 것으로 보인다. 현재의 파키스탄에 있는 훈자 성스러운 바위에 새겨진 몇몇 짧은 산스크리트 비문은 굽타 문자로 쓰여 있으며, 찬드라라는 이름이 언급되어 있다. 이 비문 중 일부는 하리세나라는 이름도 언급하고 있으며, 특히 한 비문은 찬드라를 "비크라마디티야"라는 칭호와 함께 언급한다. "찬드라"를 찬드라굽타와, 하리세나를 굽타 궁정의 관리 하리세나와 동일시하는 것을 바탕으로, 이 비문들은 굽타의 이 지역 군사 작전에 대한 추가 증거로 간주될 수 있다. 그러나 이러한 동일시는 확실하지 않으며, 훈자 비문의 찬드라는 지방 통치자였을 수도 있다.
스텐 코노브에 따르면, 철 기둥 비문에 언급된 "일곱 얼굴"은 인더스강의 일곱 하구를 의미한다. 반면 역사가 R. C. 마줌다르와 K. P. 자야스왈은 이 용어가 인더스강의 지류를 의미한다고 믿는다. 즉, 펀자브 지역의 다섯 강(젤룸강, 라비강, 수틀레지강, 베아스강, 체나브강)과 아마도 카불강과 쿠나르강을 포함할 것이다.
찬드라굽타가 이 원정 중에 펀자브 지역을 통과했을 가능성이 매우 높다. 이 지역에서 그의 정치적 영향력은 쇼르코트에서 발견된 비문에 굽타기원이 사용된 것과 "찬드라굽타"라는 이름이 새겨진 일부 동전에 의해 증명된다. 그러나 찬드라굽타가 펀자브를 굽타 제국에 합병했다는 증거는 없으며, 이는 이 지역에서 찬드라굽타의 승리가 결정적인 것이 아니었음을 시사한다. 그의 통치 이후 펀자브에서 굽타의 영향력에 대한 증거는 거의 없다. 화폐학적 증거에 따르면 그의 죽음 이후 펀자브는 소규모 족장들에 의해 통치되었다. 이 족장들은 인도 이름을 가졌지만, 키다라족 화폐를 모방한 동전을 발행했다. 그들은 힌두화된 외국인이거나 외국식 화폐를 계속 사용한 인도인이었을 수 있다.

#### 벵골 지역
찬드라를 찬드라굽타 2세와 동일시하는 것은 찬드라굽타가 현재의 벵골 지역의 방가 지역에서도 승리를 거두었음을 시사한다. 그의 아버지 사무드라굽타의 알라하바드 기둥 비문에 따르면, 벵골 지역의 사마타타 왕국은 굽타의 조공국이었다. 굽타는 6세기 초에 벵골을 통치했던 것으로 알려져 있지만, 그 사이 기간 동안 이 지역에서 굽타의 존재에 대한 현존하는 기록은 없다.
벵골 지역의 상당 부분이 찬드라굽타에 의해 굽타 제국에 합병되었고, 이러한 통제가 6세기까지 계속되었을 가능성이 있다. 델리 철 기둥 비문은 벵골의 반독립적인 족장들 연합이 찬드라굽타의 이 지역에서의 굽타 영향력 확장을 시도했지만 실패했다고 시사한다.

## 개인 생활 및 혼인 동맹

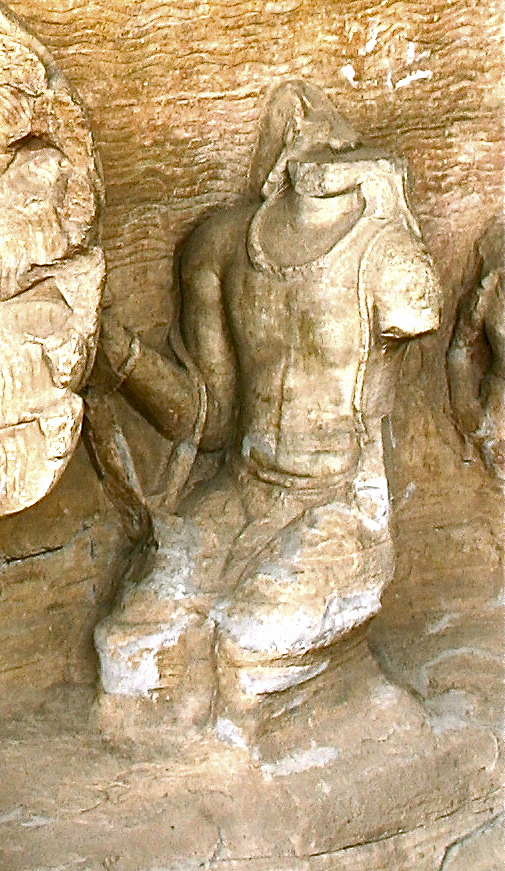
서기 400년경 우다야기리 동굴에서 바라하, 비슈누의 화신에게 경의를 표하는 찬드라굽타 2세의 추정 이미지.

굽타 기록은 드루바데비를 찬드라굽타의 왕비이자 그의 후계자 쿠마라굽타 1세의 어머니로 언급한다. 바사르흐 점토 인장은 드루바-스와미니를 찬드라굽타의 왕비이자 고빈다굽타의 어머니로 언급한다. 찬드라굽타가 비슷한 이름을 가진 두 명의 다른 왕비를 가졌을 가능성은 낮다. 드루바스와미니는 아마도 드루바데비의 다른 이름이었고, 고빈다굽타는 쿠마라굽타의 실제 형제였던 것으로 보인다.
찬드라굽타는 또한 쿠베라-나가(일명 쿠베라나가)와 결혼했는데, 그녀의 이름은 그녀가 사무드라굽타가 정복하기 전 중인도에서 상당한 권력을 가졌던 나가 왕조의 공주였음을 나타낸다. 이러한 혼인 동맹은 찬드라굽타가 굽타 제국을 통합하는 데 도움이 되었을 수 있으며, 나가족은 서부 크샤트라파와의 전쟁에서 그를 도왔을 수 있다.
찬드라굽타와 쿠베라-나가의 딸인 프라바바티굽타는 굽타 제국 남부의 데칸 지역을 통치했던 바카타카 왕 루드라세나 2세와 결혼했다. 서기 390년경 남편이 사망한 후, 프라바바티-굽타는 어린 아들들을 위해 섭정 역할을 했다. 그녀의 섭정 기간 동안 발행된 두 개의 동판 비문에는 바카타카 왕의 낮은 칭호인 마하라자보다 먼저 굽타 조상들의 이름과 제국 칭호가 나타난다. 이는 그녀의 섭정 기간 동안 굽타 궁정이 바카타카 행정에 영향력을 행사했을 수 있음을 시사한다. 역사가 헤르만 쿨케와 디트마르 로테르문트는 그녀의 20년 섭정 기간 동안 바카타카 왕국이 "실질적으로 굽타 제국의 일부"였다고 믿는다. 바카타카 왕조는 서사트라프와의 분쟁에서 찬드라굽타를 지원했을 수 있다.
굽타 제국은 바카타카의 남쪽 이웃이었던 카담바 왕조와도 혼인 동맹을 맺은 것으로 보인다. 탈라군다 기둥 비문은 카담바 왕 카쿠스타바르만의 딸들이 굽타 제국을 포함한 다른 왕실 가문과 결혼했음을 시사한다. 카쿠스타바르만은 찬드라굽타의 아들 쿠마라굽타 1세와 동시대 인물이었지만, 현재의 카르나타카주(카담바족이 통치했던)의 일부 중세 추장들이 찬드라굽타의 후손이라고 주장했다는 점은 주목할 만하다. 비크라마디티야 전설에 따르면, 비크라마디티야 황제(찬드라굽타를 기반으로 한 인물로 추정됨)는 그의 궁정 시인 칼리다사를 쿤탈라의 군주에게 사절로 보냈다. 이 전설에 언급된 쿤탈라 왕은 일부 학자들에 의해 바카타카 왕과 동일시되었지만, 바카타카 왕은 쿤탈라를 통치하지 않았고 쿤탈라의 군주라고 불리지 않았기 때문에 그는 카담바 왕이었을 가능성이 더 높다.

## 행정

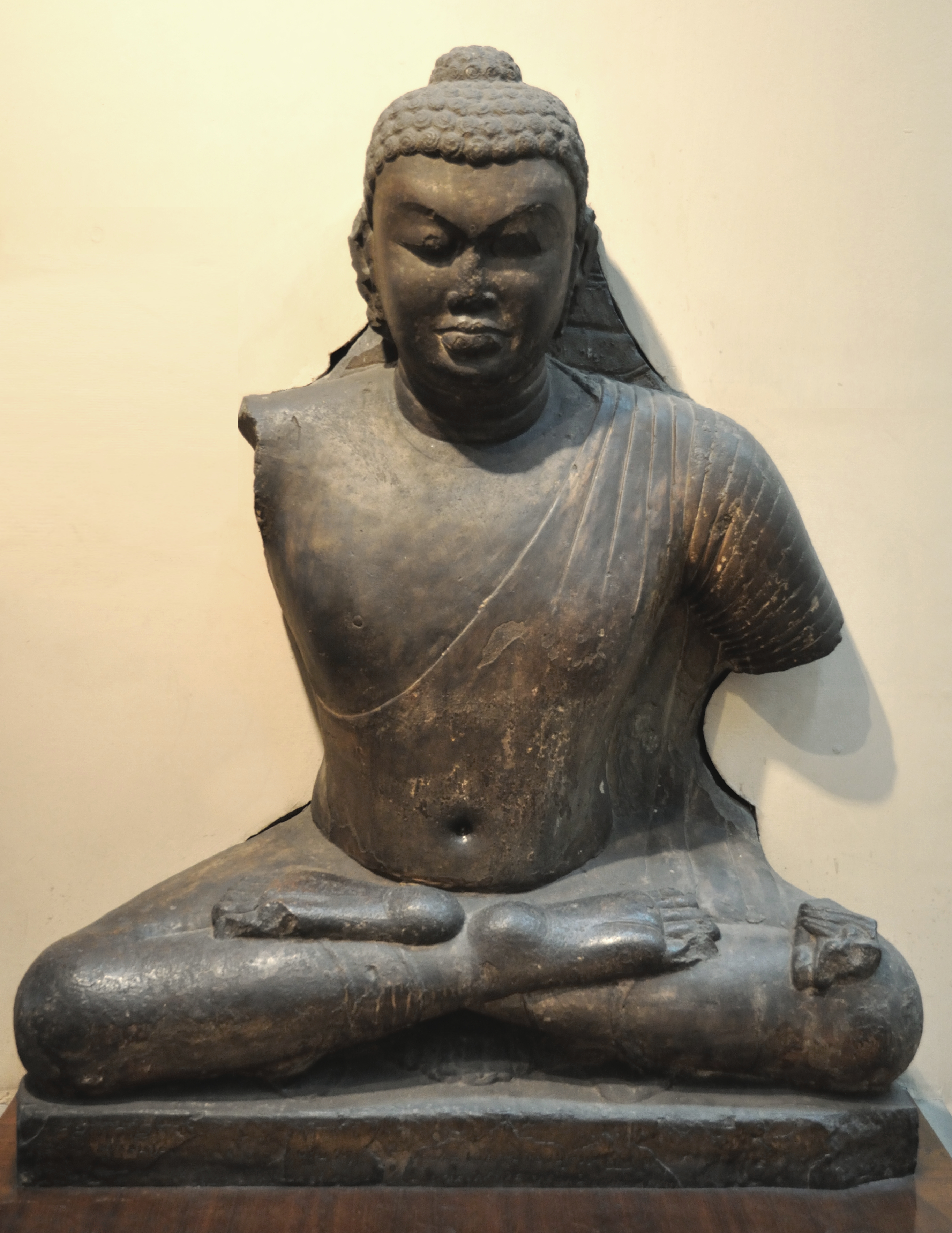
최초로 연대가 기록된 굽타 조각상 중 하나. 쿠샨 양식의 마투라 미술에서 파생된 보살상으로, 굽타 시대 64년(서기 384년)으로 새겨져 있으며 부다가야에 있다.

찬드라굽타의 여러 봉신들이 역사적 기록에 의해 알려져 있다.
- 마하라자 사나카니카: 바이슈나바 사원 건설을 기록한 우다야기리 비문으로 알려진 봉신.[37]
- 마하라자 트리카말라: 가야에서 발견된 보살상에 새겨진 비문으로 알려진 봉신.[55]
- 마하라자 스리 비슈바미트라 스바미: 비디샤에서 발견된 인장으로 알려진 봉신.[55]
- 마하라자 스바미다사: 발카의 통치자였으며, 그의 비문이 굽타 기년법으로 표기되었다고 가정하면 아마도 굽타의 봉신이었을 것이다. 다른 이론에 따르면, 그의 비문은 칼라추리 기년법으로 표기되었다.[55]

찬드라굽타의 다음 대신들과 관리들은 여러 역사 기록에 의해 알려져 있다.
- 비라세나: 외무대신으로, 시바 사원 건설을 기록한 우다야기리 비문으로 알려져 있다.[28]
- 암라카르다바: 군사 장교로, 지역 불교 수도원에 대한 기부를 기록한 산치 비문으로 알려져 있다.[37]
- 시카라-스와미: 대신으로, 역사가 K. P. 자야스왈의 이론에 따르면 그는 정치 논문인 카만다키야 니티의 저자였다.[55]

## 나바라트나
칼리다사에게 귀속되는 논문 《조티르비다바라나》(22.10)는 전설적인 비크라마디티야의 궁정에 나바라트나("아홉 보석")로 알려진 아홉 명의 유명한 학자들이 참석했다고 명시한다. 칼리다사 자신 외에도 이들에는 아마라심하, 단반타리, 가타카라파라, 크사파나카, 샨쿠, 바라하미히라, 바라루치, 그리고 베탈라 바타가 포함되었다. 그러나 이 아홉 학자들이 동시대 인물이거나 같은 왕의 후원을 받았음을 보여주는 역사적 증거는 없다. 조티르비다바라나는 여러 학자들에 의해 칼리다사보다 후대의 문학적 위작으로 간주된다. 초기 문헌에는 이러한 "나바라트나"에 대한 언급이 없으며, D. C. 시르카르는 이 전통을 "역사적 목적으로는 절대적으로 가치가 없다"고 부른다.
그럼에도 불구하고, 많은 학자들은 이 나바라트나 중 하나인 칼리다사가 실제로 찬드라굽타 2세의 통치 기간 동안 번성했을 것이라고 믿는다. 이 학자들에는 윌리엄 존스, A. B. 키스, 그리고 바수데브 비슈누 미라시 등이 포함된다. 칼리다사가 찬드라굽타의 궁정 시인이었을 가능성이 있다.

## 종교

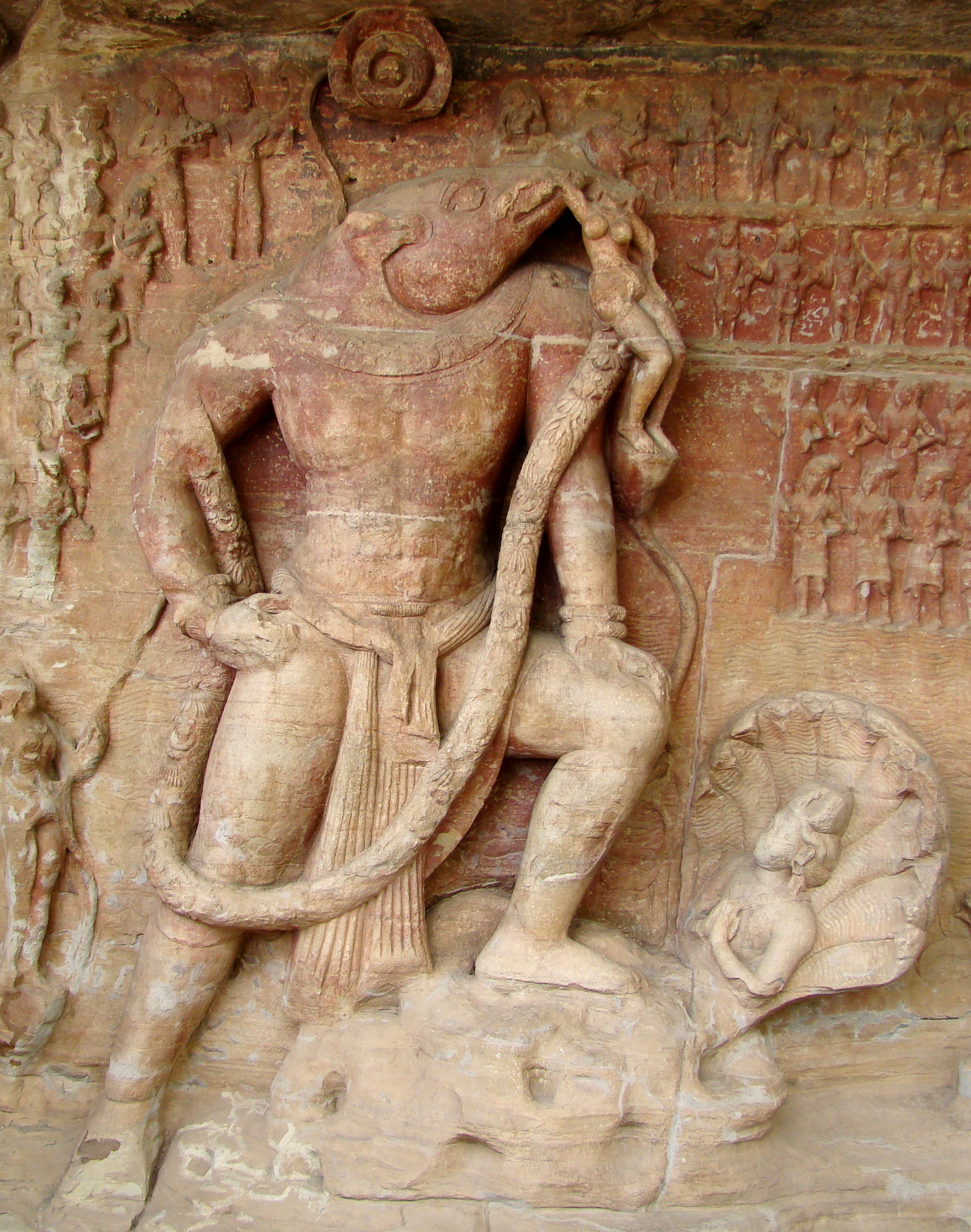
찬드라굽타 2세는 인도에서 비슈누파의 발전과 바이슈나바 도상학(여기서 바라하가 혼돈으로부터 세상을 구하는 모습)을 가진 우다야기리 동굴의 설립과 관련이 있다. 서기 400년경.

찬드라굽타의 많은 금화와 은화, 그리고 그와 그의 후계자들이 발행한 비문들은 그를 파라마-바가바타, 즉 신 비슈누의 숭배자로 묘사한다. 바야나에서 발견된 그의 금화 중 하나는 그를 차크라-비크라마(문자 그대로 "[그의 소유한] 원반으로 인해 강력한 [자]")라고 부르며, 그가 비슈누로부터 원반을 받는 모습을 보여준다.
우다야기리 비문은 찬드라굽타의 봉신인 마하라자 사나카니카가 굽타기 82년(서기 401~402년경)에 비슈누파 동굴 사원을 건설했음을 기록한다.
찬드라굽타는 다른 신앙에도 관대했다. 찬드라굽타의 외무대신 비라세나의 우다야기리 비문은 샹부 신(시바)에게 헌정된 사원 건설을 기록한다. 우다야기리 근처 산치에서 발견된 비문은 그의 군사 장교 암라카르다바가 굽타 시대 93년(서기 412~413년경)에 지역 불교 승원에 기부했음을 기록한다.

## 법현의 방문
중국 승려 법현은 찬드라굽타의 통치 기간 동안 인도를 방문하여 굽타 제국에서 약 6년간 머물렀다. 그는 주로 불교 종교 문제에 관심이 있었고 재위 중인 왕의 이름을 기록하는 데 신경 쓰지 않았다. 그의 기록은 굽타 행정의 이상적인 모습을 보여주며, 그가 진술한 모든 것이 액면 그대로 받아들여질 수는 없다. 그러나 그의 왕국이 평화롭고 번영했다는 묘사는 일반적으로 사실인 것으로 보이며, 이는 후대의 중국 승려 현장과는 달리 그가 어떤 강도질도 겪지 않았다는 사실로 입증된다.
법현은 마투라 남동쪽 지역인 마디아데샤("중앙 왕국")를 기후가 좋고 행복한 사람들로 가득 찬 인구 밀집 지역으로 묘사한다. 그는 시민들이 "자신의 가구를 등록하거나 어떠한 치안관과 그들의 규칙에 신경 쓸 필요가 없었다"고 언급한다. 법현은 사악한 반복적 반란자들은 왕의 행정부에 의해 오른손이 잘렸지만, 그 외에는 범죄에 대한 체벌이 없었다고 언급한다. 범죄자들은 범죄의 심각성에 따라 가볍거나 무겁게 벌금만 부과되었다. 법현에 따르면, 왕의 경호원과 수행원은 모두 봉급을 받았다.
법현은 불가촉천민인 찬달라를 제외하고는 사람들이 고기, 취하는 술, 양파 또는 마늘을 섭취하지 않았다고 언급한다. 찬달라는 다른 사람들과 떨어져 살았으며 도시나 시장에 들어갈 때 자신의 존재를 알리기 위해 나무 조각을 쳤다. 이것은 다른 사람들이 그들과의 접촉을 피할 수 있게 했다. 찬달라만이 어업과 사냥에 종사했으며 고기를 팔았다. 일반 시장에는 정육점이나 주류 판매상이 없었으며, 사람들은 돼지나 닭을 키우지 않았다. 역사가 R. C. 마줌다르에 따르면, 법현의 사람들의 식습관에 대한 관찰은 불교 공동체와의 접촉을 기반으로 한 것으로 보이며 일반 대중에게 적용되지 않을 수 있다.
법현은 사람들이 물건을 사고파는 데 조개껍데기 돈을 사용했다고 언급한다.
법현은 파탈리푸트라 지역을 중앙 왕국의 가장 번영하는 부분으로 묘사하며, 그 주민들을 자비롭고 의로운 사람들이라고 설명한다. 그는 매년 열리는 불교 축제를 묘사하는데, 이는 20대의 거대한 부처 수레 행렬, 브라만들이 부처를 도시로 초대하는 의식, 그리고 음악 공연을 포함한다. 그는 도시에서 바이샤 우두머리들이 빈곤층에게 자선과 의료 지원을 제공하는 센터를 설립했다고 언급한다. 이 센터들은 가난한 사람들, 고아들, 홀아비들, 자식 없는 사람들, 장애인들, 그리고 병든 사람들을 끌어들였고, 이들은 의사의 진찰을 받고 건강해질 때까지 음식과 약을 제공받았다.

## 비문
찬드라굽타의 다음 비문들이 발견되었다.

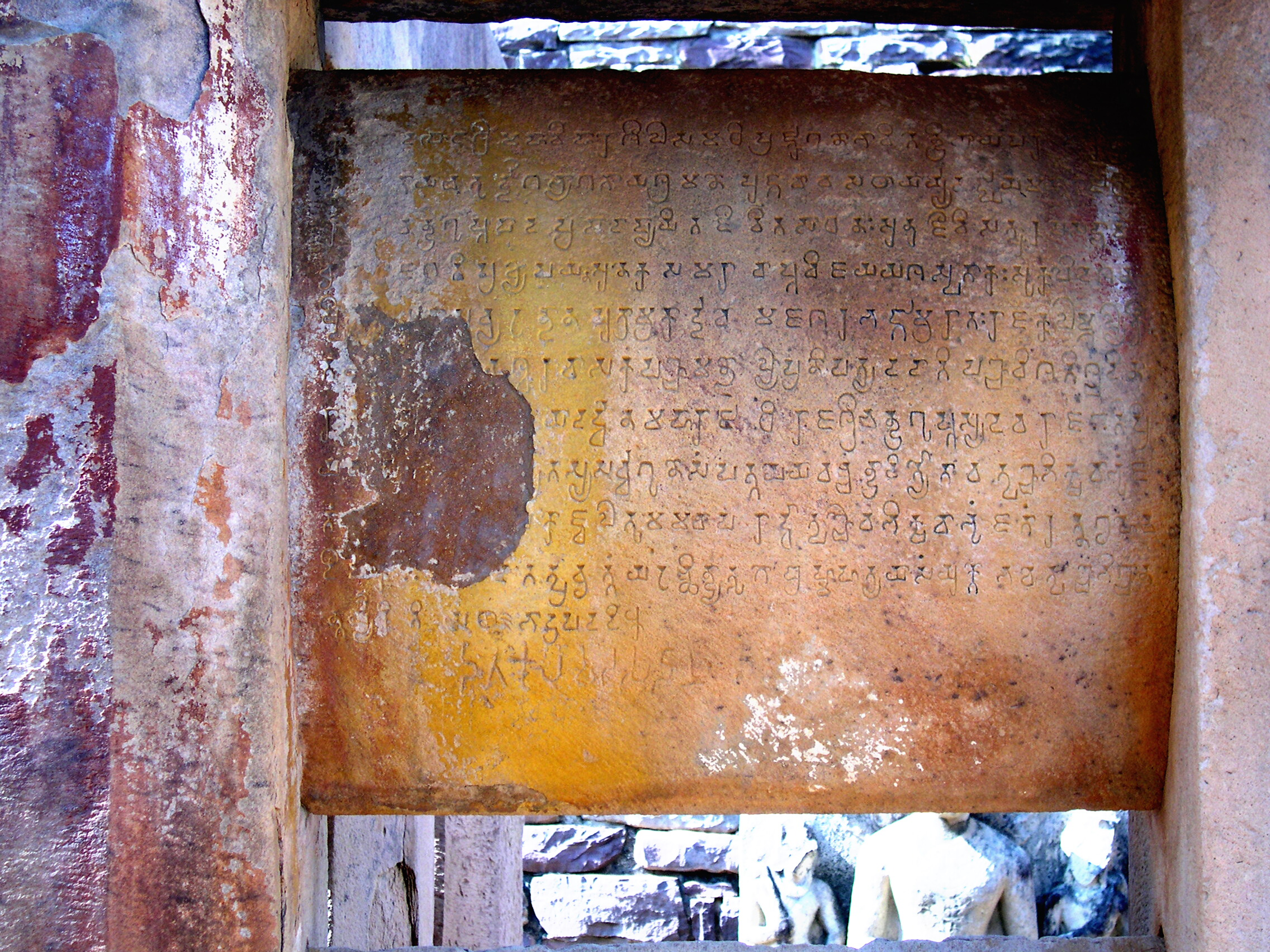
찬드라굽타 2세의 산치 비문.

- 마투라 기둥 비문, 굽타기 61년으로 추정된다. 이 날짜는 초기 학자들에 의해 서기 380-381년경으로 해석되었으나,[28] 해리 팔크(2004)는 서기 388년으로 추정한다(위의 통치 기간 섹션 참조).[67]
- 마투라 기둥 비문, 날짜 미상[13]
- 우다야기리 동굴 비문, 굽타기 82년으로 추정된다.[13]
- 우다야기리 동굴 비문, 날짜 미상[13]
- 가드와 석각 비문, 굽타기 88년으로 추정된다.[13]
- 찬드라굽타 2세의 산치 비문, 굽타기 93년으로 추정된다.[13]
- 메라우리 철 기둥 비문, 날짜 미상[13]

## 주화

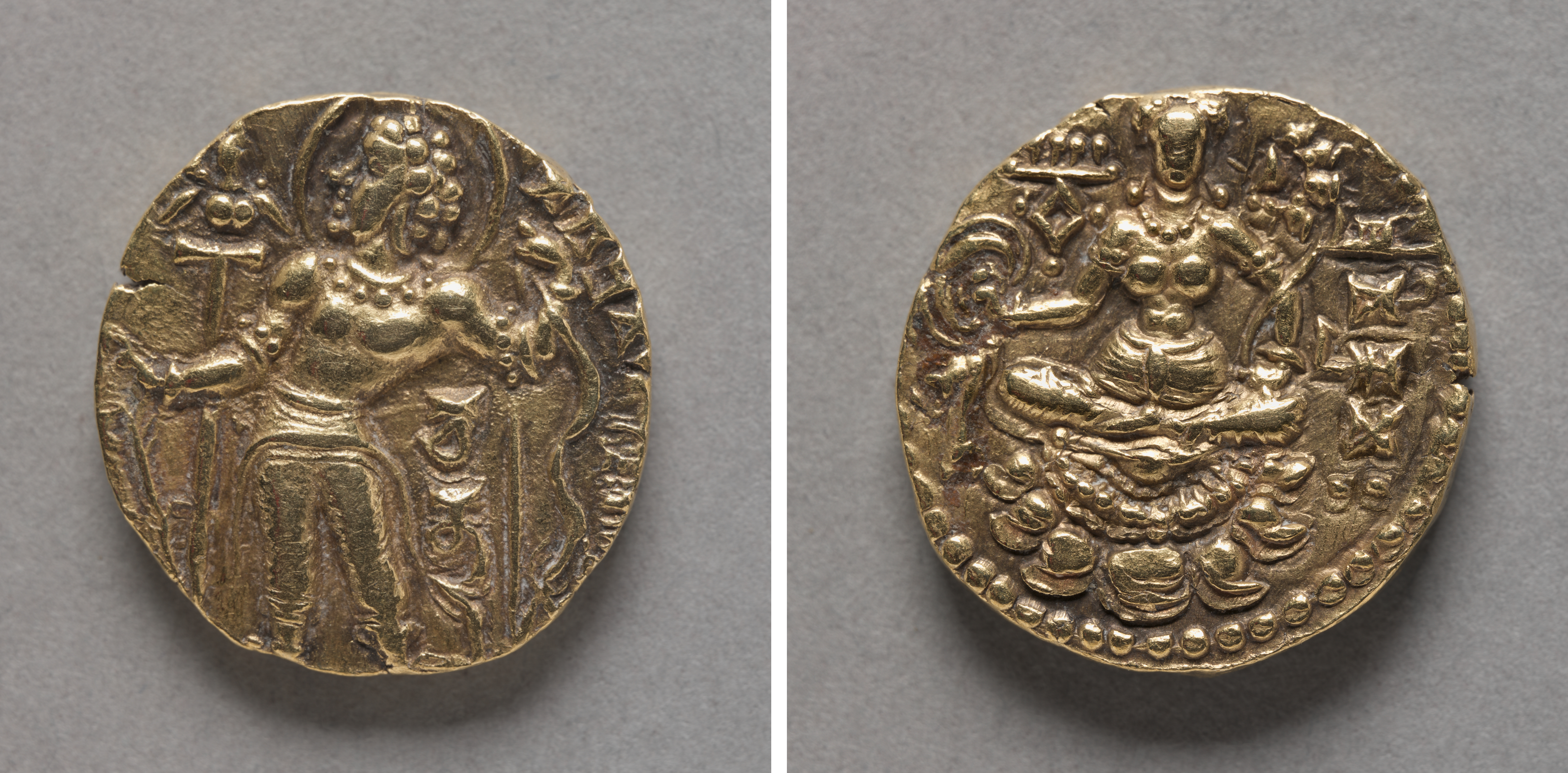
찬드라굽타 2세의 금화. 활을 든 인물(앞면)과 연꽃 위에 앉은 인도의 행운의 여신 슈리(뒷면). 클리블랜드 미술관

찬드라굽타는 아버지 사무드라굽타가 도입했던 대부분의 금화 유형, 즉 셉터형(찬드라굽타 2세에게는 드물다), 아처형, 타이거 슬레이어형을 계속 발행했다. 그러나 찬드라굽타 2세는 또한 호스맨형과 라이온 슬레이어형과 같은 여러 새로운 유형을 도입했는데, 이들 모두는 그의 아들 쿠마라굽타 1세가 사용했다.
찬드라굽타의 다양한 금화는 그의 무술 정신이나 평화 시 활동을 묘사한다.
사자-슬레이어 유형
이 주화들은 찬드라굽타가 사자를 죽이는 모습을 묘사하고 있으며, 심하-비크라마(simha-vikrama)라는 명각이 새겨져 있다. 그의 아버지 사무드라굽타가 발행한 유사한 주화들은 왕이 호랑이를 죽이는 모습을 묘사하고 있으며, 비야그라-파라크라마하(vyaghra-parakramaha)라는 명각이 새겨져 있다. 역사가 R. C. 마줌다르는 찬드라굽타가 현재의 구자라트주(아시아사자가 발견되는 곳)를 정복하면서 사냥할 기회를 얻었을 수 있으며, 그 결과 제국 주화에 호랑이가 사자로 대체되었을 수 있다고 이론화한다.
소파-꽃 유형
이 주화들은 소파에 앉아 오른손에 꽃을 들고 있는 찬드라굽타를 묘사한다. 소파 아래에는 "루파-크리티(rupa-kriti)"라는 명각이 새겨져 있다. 이 주화들은 왕이 악기를 연주하는 모습을 묘사하는 사무드라굽타의 주화와 유사하다.
기수 유형
이 주화들은 완전히 덮개를 씌운 말을 탄 왕을 묘사한다.

찬드라굽타 2세의 주화
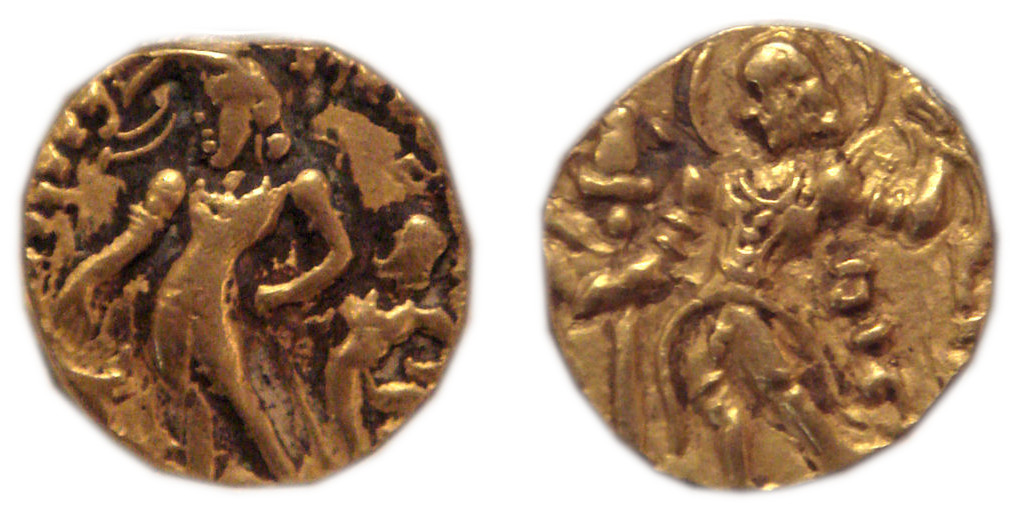
"차트라" 유형(왼쪽)과 "궁수" 유형(오른쪽) 주화의 앞면
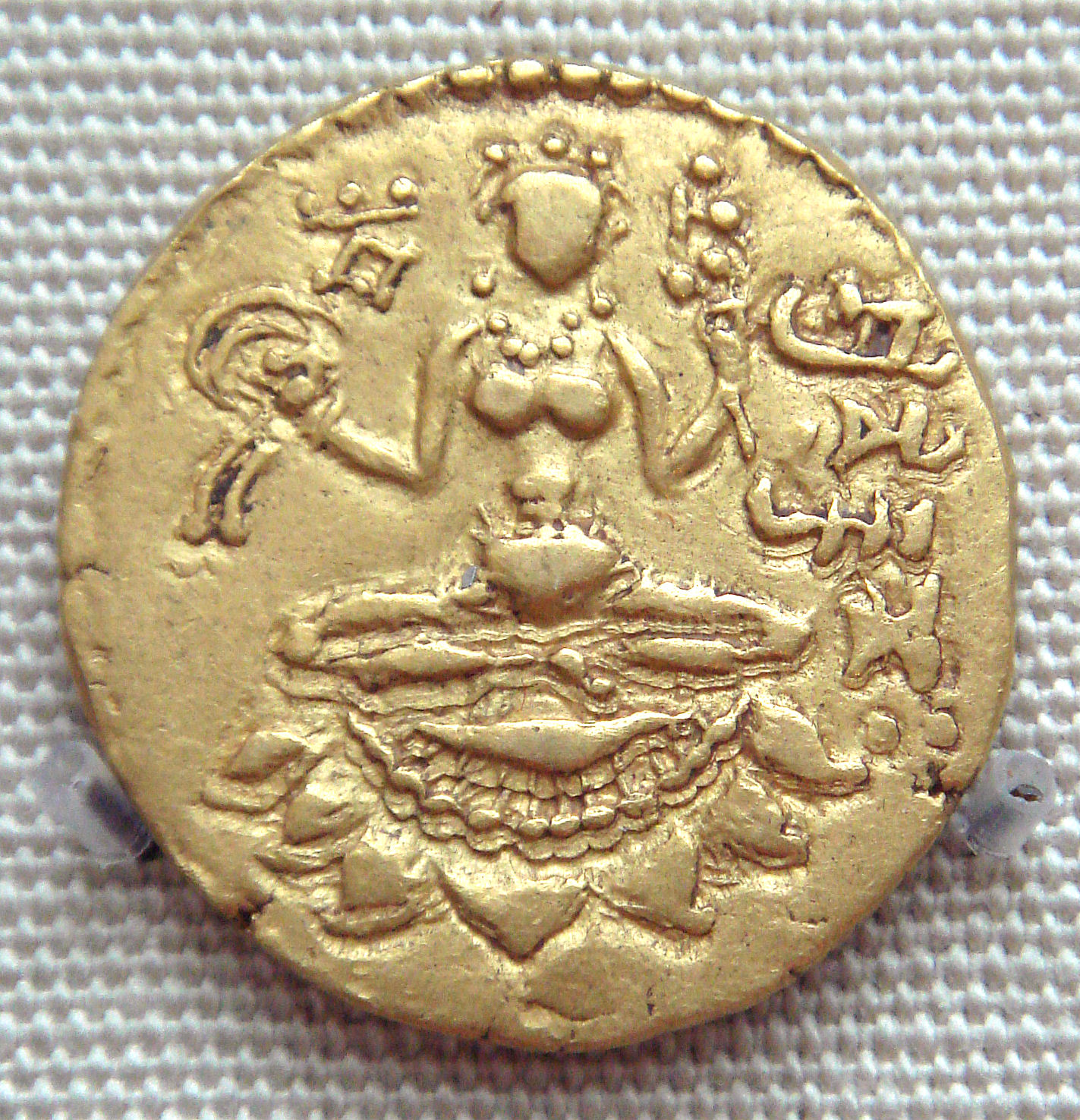
브라흐미 문자로 왕의 이름이 새겨진 주화
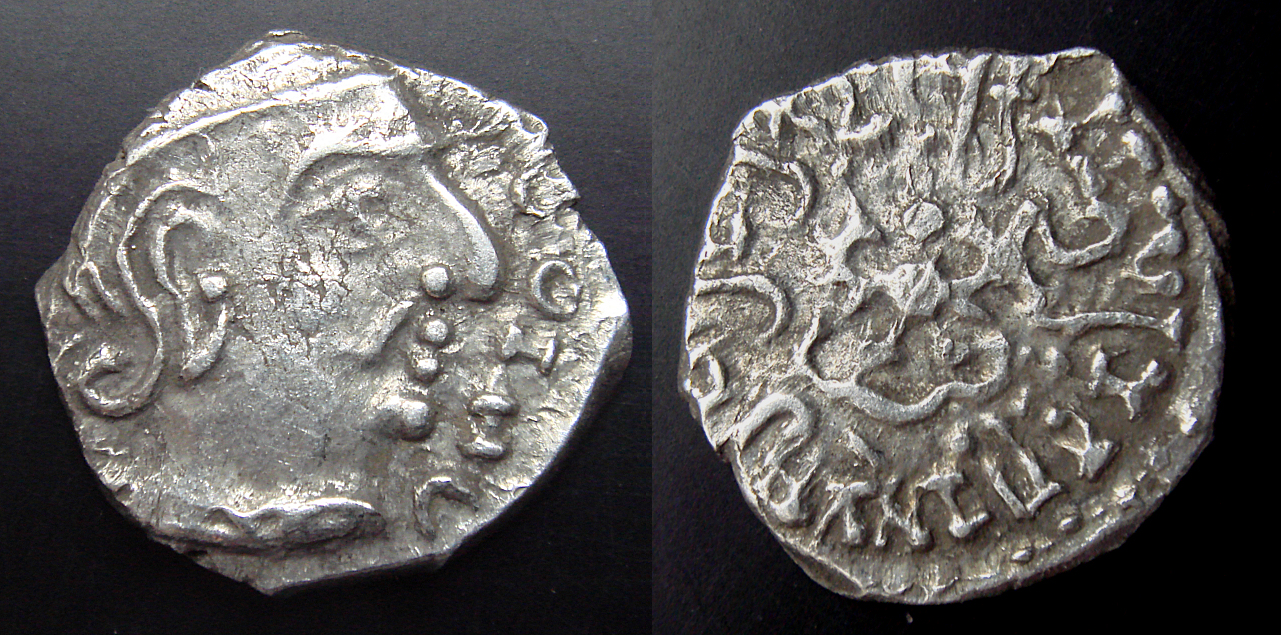
서사트라프 양식의 은화 (15mm, 2.1그램)

찬드라굽타 2세의 다양한 금화
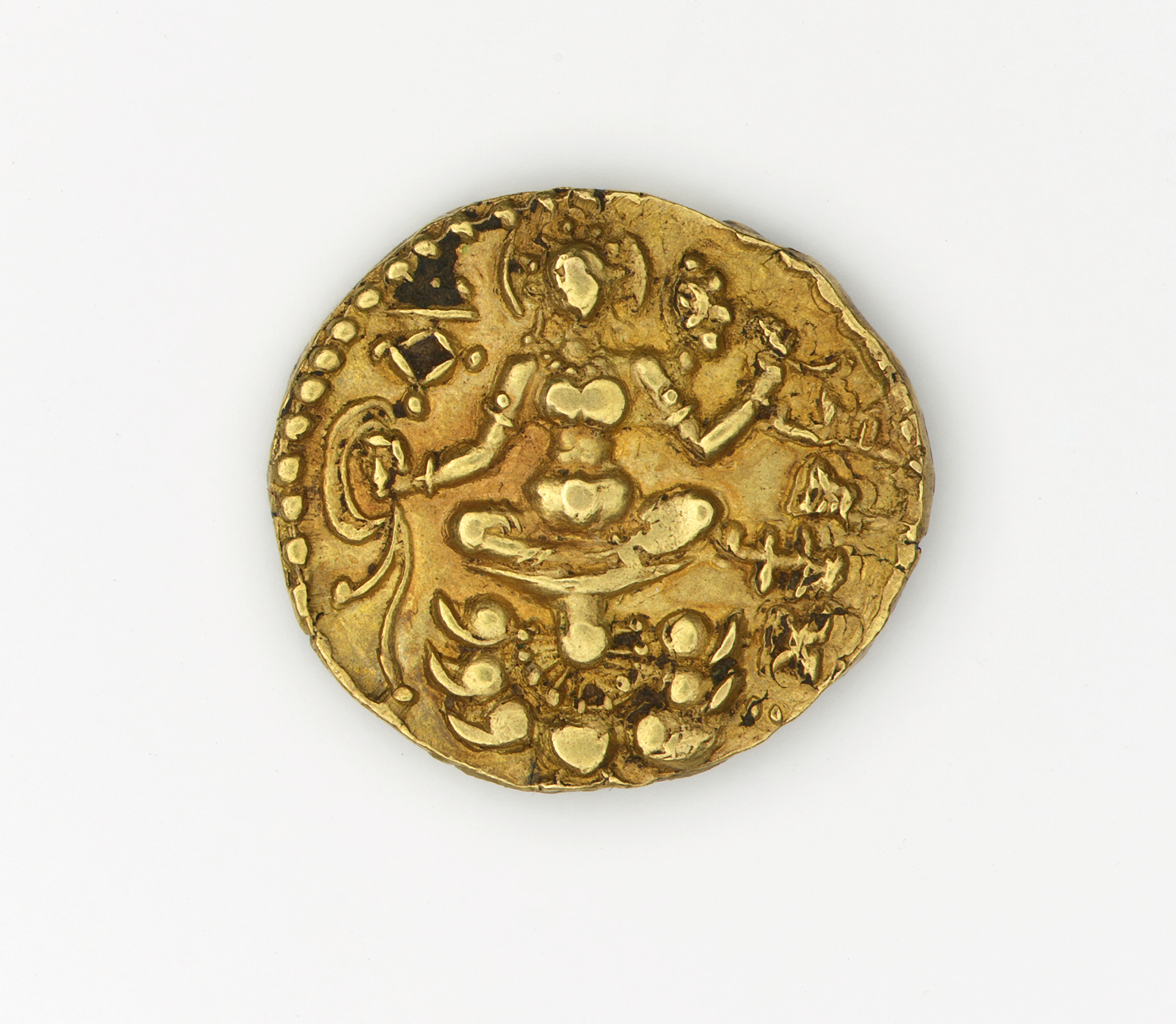
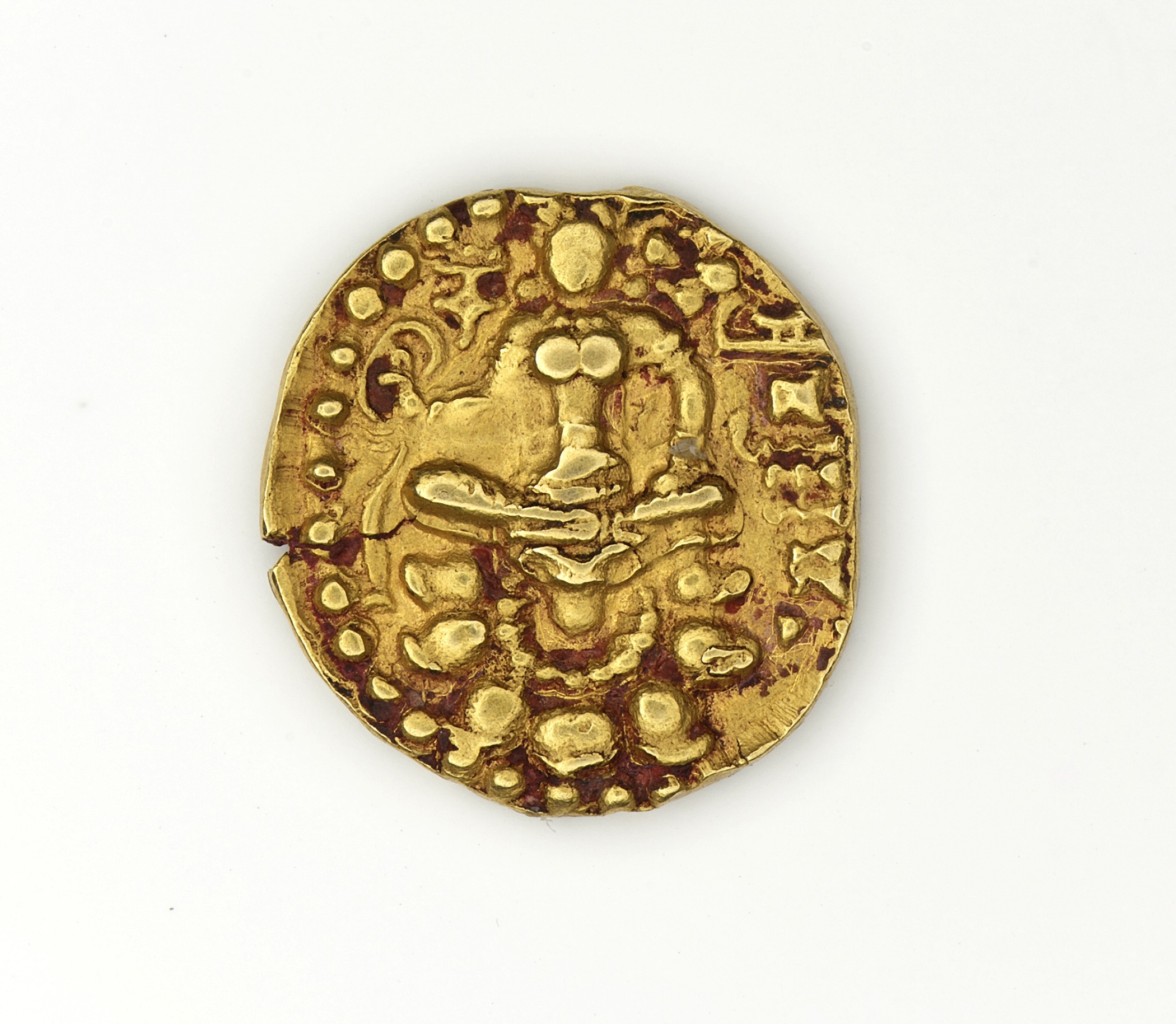
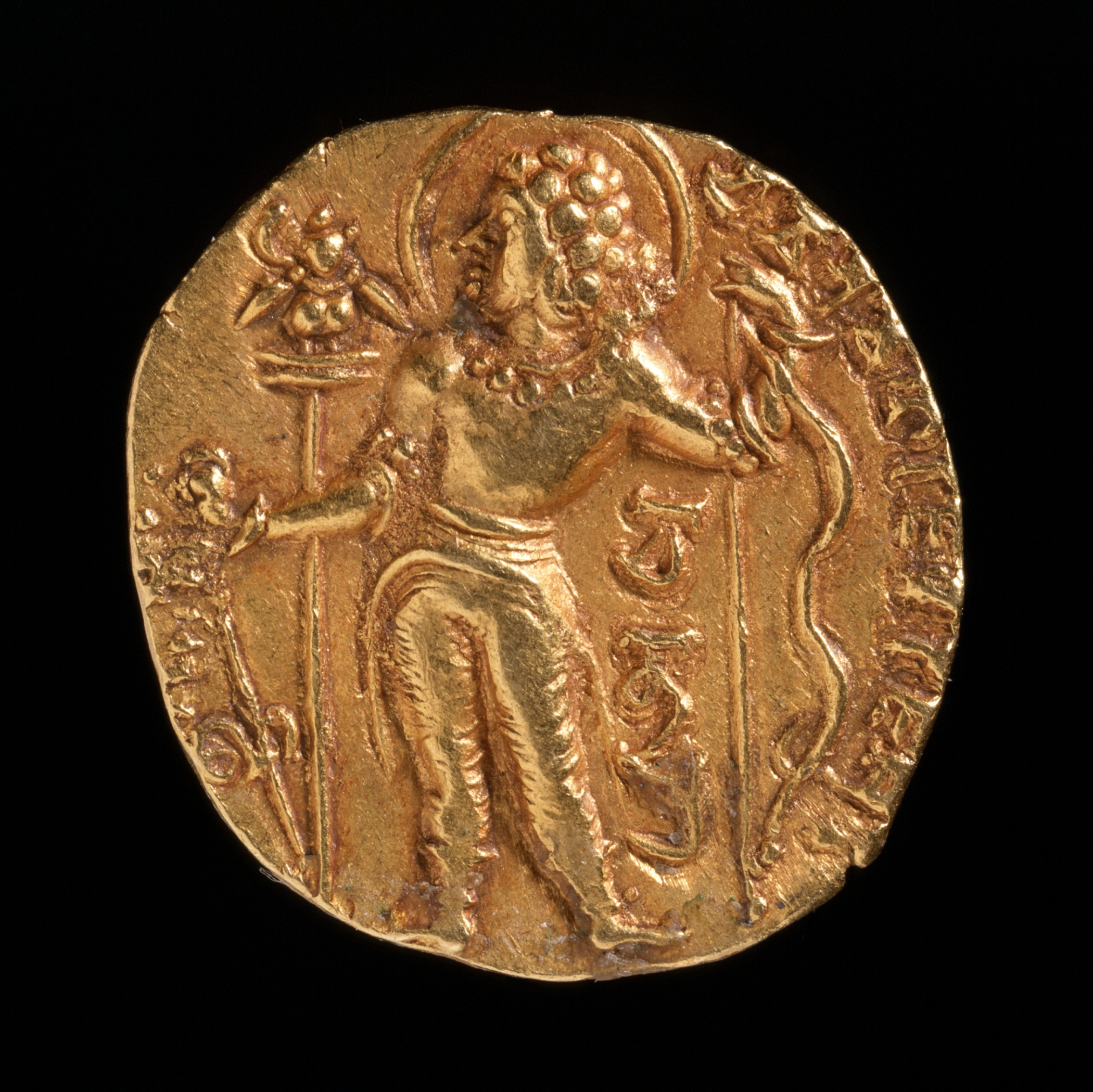
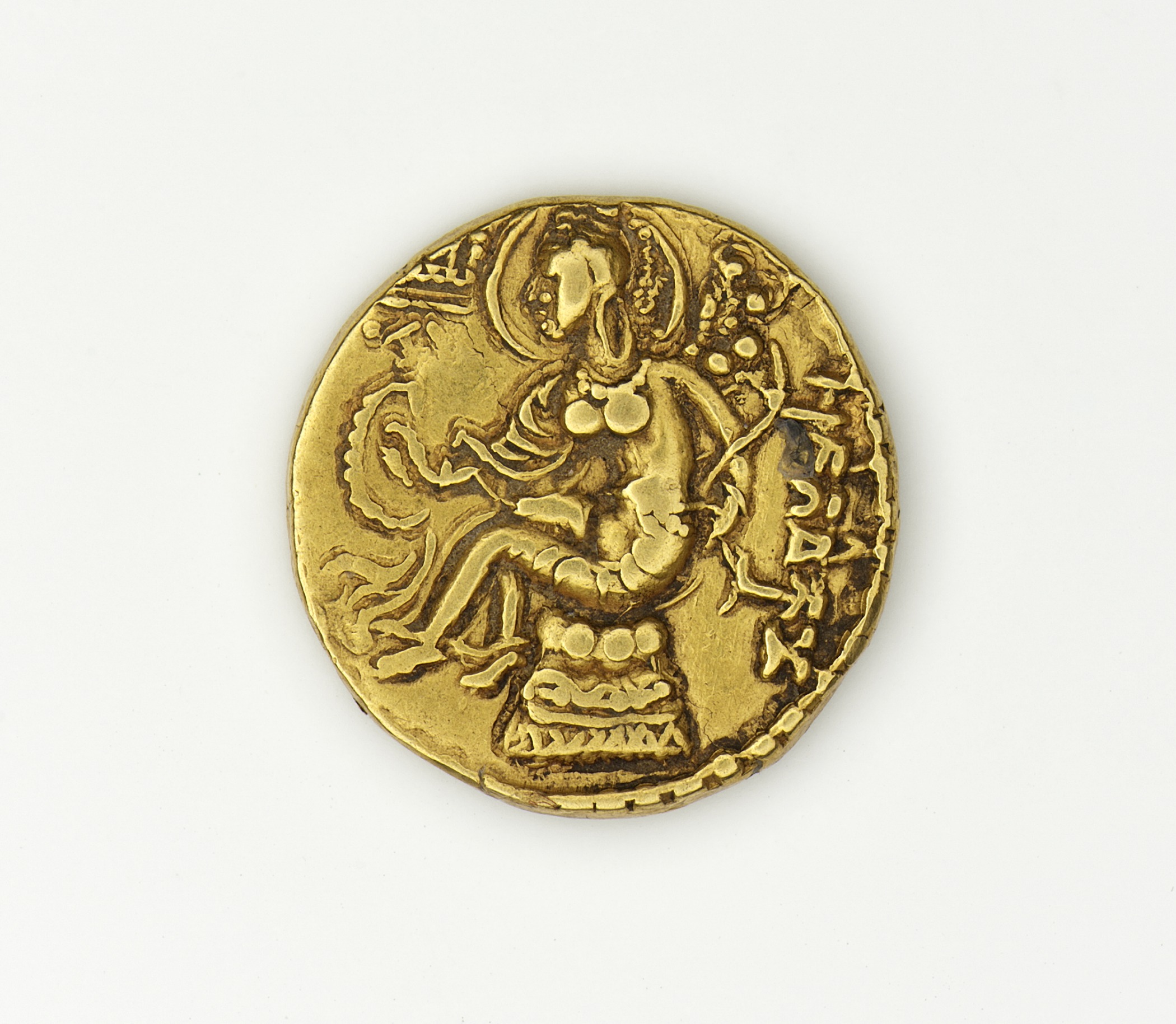
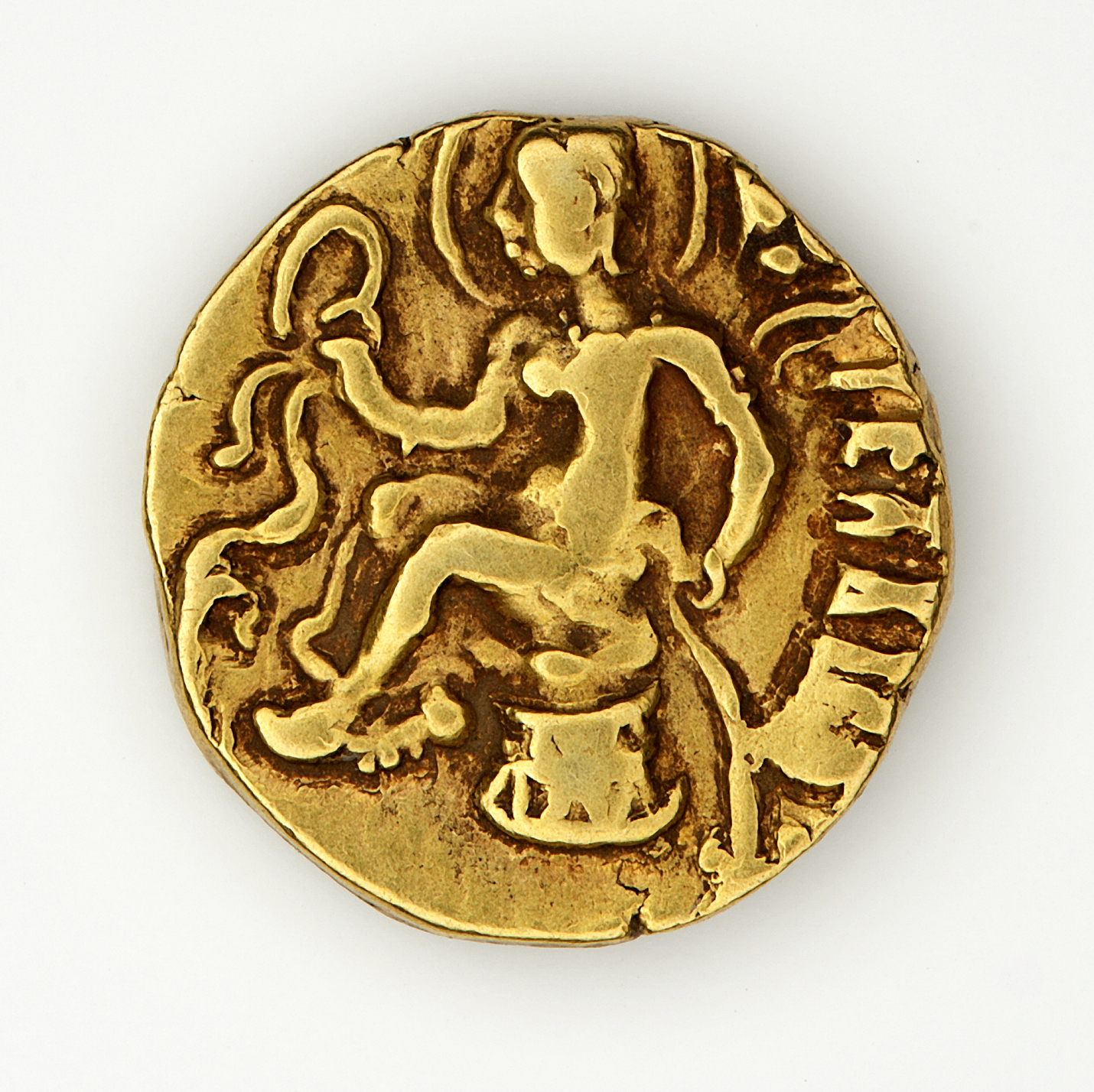

또한 찬드라굽타 2세는 은화를 발행한 최초의 굽타 황제였다. 이 주화들은 찬드라굽타 2세가 서사트라프를 물리친 후 서사트라프의 은화를 대체하기 위한 것이었으며, 크샤트라파 주화를 본떠 만들었다. 주요 차이점은 크샤트라파의 왕조 상징(세 개의 아치형 언덕)을 굽타의 왕조 상징(신화 속 독수리 가루다)으로 대체한 것이었다. 이 주화들의 앞면에는 왕의 흉상이 그려져 있으며, 손상된 그리스 전설 "OOIHU"가 새겨져 있다. 뒷면에는 브라흐미 문자 전설 "찬드라굽타 비크라마디티야, 왕중왕, 비슈누의 숭배자"가 새겨져 있으며, 굽타족의 신화 속 독수리이자 왕조 상징인 가루다 주위에 그려져 있다.

## 성격
비라세나의 우다야기리 비문은 찬드라굽타를 "왕중왕"이자 금욕적인 라자디라자르시로 묘사하며, 그의 활동이 "이해할 수 없는" 것이라고 선언한다.

## 전설적인 비크라마디티야와의 동일시

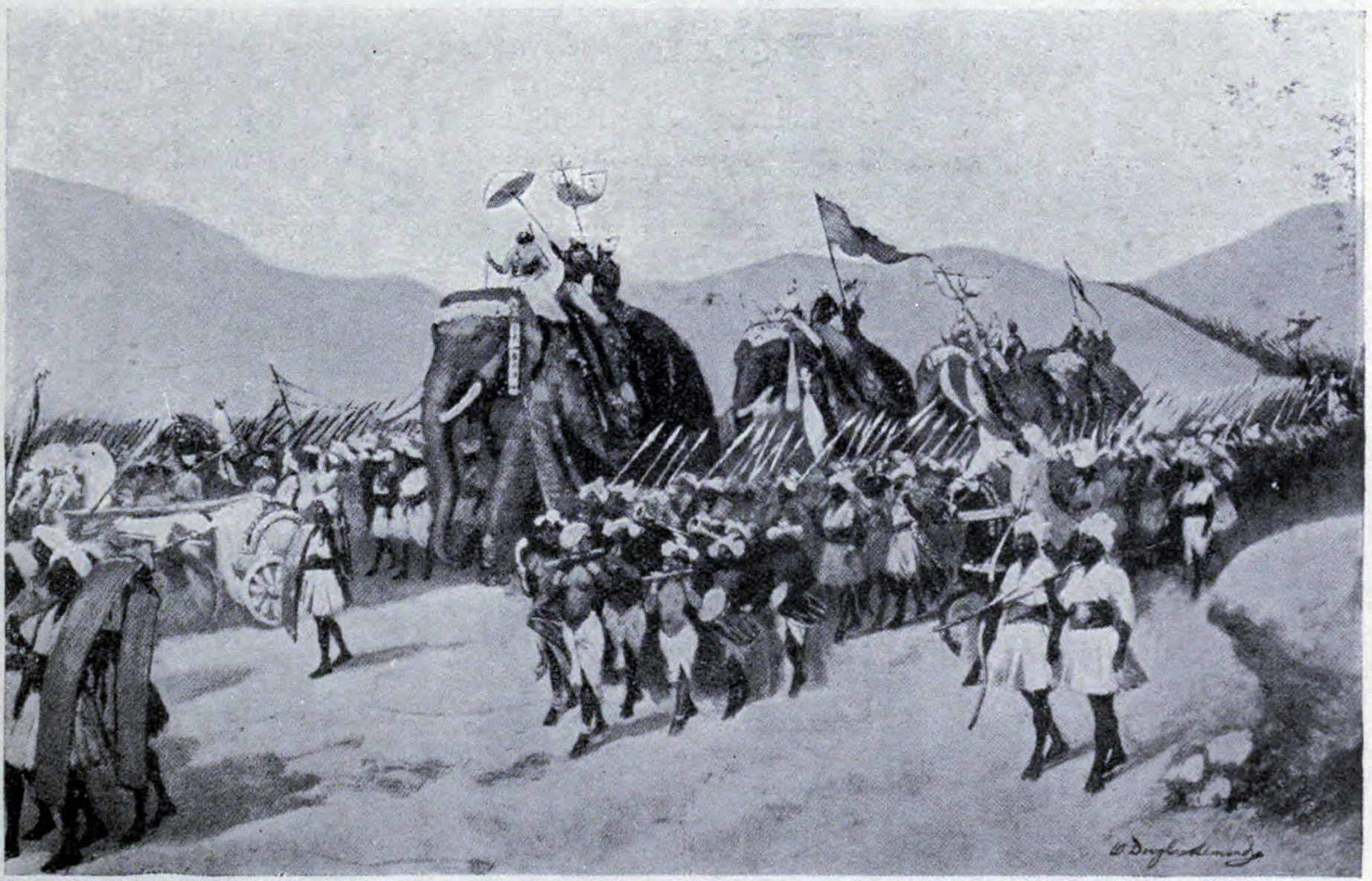
비크라마디티야가 전쟁에 나선다, 현대 예술가의 상상

비크라마디티야는 고대 인도의 전설적인 황제로, 관대함, 용기, 학자들에 대한 후원으로 알려진 이상적인 왕으로 특징지어진다. 많은 역사가들은 비크라마디티야 전설 중 적어도 일부가 찬드라굽타 2세에 기반을 두고 있다고 믿는다. 이러한 역사가들에는 D. R. 반다르카르, 바수데브 비슈누 미라시, 그리고 D. C. 시르카르 등이 포함된다.
일부 동전과 수피아 기둥 비문을 바탕으로, 찬드라굽타 2세가 "비크라마디티야"라는 칭호를 채택했다고 믿어진다. 라슈트라쿠타 왕 고빈다 4세의 캄바이 및 상글리 판에는 찬드라굽타 2세에 대해 "사하상카"라는 별칭이 사용되었다. "사하상카"라는 이름은 전설적인 비크라마디티야에게도 적용되었다.
전설적인 비크라마디티야는 샤카족 침략자들을 물리쳤다고 전해지며, 따라서 샤카리("샤카족의 적")로 알려져 있었다. 찬드라굽타 2세는 서사트라프(샤카족의 한 분파)를 물리친 후 말와를 정복했다. 그는 또한 마투라에서 쿠샨족을 추방했다. 이 외국 부족들에 대한 그의 승리는 아마도 가상의 인물에게 투영되어 비크라마디티야 전설로 이어진 것으로 보인다.
대부분의 전설에 따르면 비크라마디티야는 우자인에 수도를 두었지만, 일부 전설은 그를 파탈리푸트라의 왕으로 언급한다. 굽타 제국은 파탈리푸트라에 수도를 두었다. D. C. 시르카르에 따르면, 찬드라굽타 2세는 우자인의 샤카족 침략자들을 물리치고 그의 아들 고빈다굽타를 그곳의 부왕으로 두었을 수 있다. 그 결과, 우자인은 굽타 제국의 두 번째 수도가 되었을 수 있으며, 이후 그에 대한 전설(비크라마디티야로서)이 발전했을 수 있다. 현재의 카르나타카주에 기반을 둔 소규모 왕조인 구타발랄의 구타족은 굽타 황실의 후손이라고 주장했다. 구타족의 차우다다나푸라 비문은 우자이니를 통치하는 전설적인 비크라마디티야를 언급하며, 여러 구타 왕족의 이름이 "비크라마디티야"였다. 바순다라 필리오자트(Vasundhara Filliozat)에 따르면, 전설적인 비크라마디티야에 대한 그들의 언급은 단순히 그들이 그를 찬드라굽타 2세와 혼동했기 때문이라고 한다. 그러나 D. C. 시르카르는 이를 전설적인 비크라마디티야가 찬드라굽타 2세에 기반을 두었다는 추가 증거로 본다.

### 비크람 삼바트
기원전 57년에 시작된 인도의 기년법인 비크람 삼바트는 전설적인 비크라마디티야와 관련이 있다. 그러나 이러한 연관성은 9세기 이전에는 존재하지 않았다. 초기 자료들은 이 시대를 크르타, 말라바족의 시대, 또는 단순히 삼바트와 같은 다양한 이름으로 불렀다. D. C. 시르카르와 D. R. 반다르카르와 같은 학자들은 비크라마디티야라는 칭호를 채택한 찬드라굽타 2세의 통치 이후 이 시대의 이름이 "비크람 삼바트"로 바뀌었다고 믿는다.

## 참고 문헌
- Ashvini Agrawal (1989). 《Rise and Fall of the Imperial Guptas》. Motilal Banarsidass. ISBN 978-81-208-0592-7.
- D. C. Sircar (1969). 《Ancient Malwa And The Vikramaditya Tradition》. Munshiram Manoharlal. ISBN 978-8121503488.
- Dilip Kumar Ganguly (1987). 《The Imperial Guptas and Their Times》. Abhinav. ISBN 978-81-7017-222-2.
- Harry Falk (2004). 《The Kaniṣka era in Gupta Records》. 《Silk Road Art and Archaeology》 10 (Institute of Silk Road Studies, Kamakura). 167–176쪽.
- Hermann Kulke; Dietmar Rothermund (2004). 《A History of India》. Psychology Press. ISBN 978-0-415-32920-0.
- J. N. Banerjea (1982). 〈Vaishnavism, Saivism and Minor Sects〉.   R. C. Mujumdar. 《A Comprehensive History of India》. III, Part II. Indian History Congress / Orient Longmans.
- Kailash Chand Jain (1972). 《Malwa Through the Ages, from the Earliest Times to 1305 A.D》. Motilal Banarsidass. ISBN 978-81-208-0824-9.
- R. C. Majumdar (1981). 《A Comprehensive History of India》. 3, Part I: A.D. 300-985. Indian History Congress / People's Publishing House. OCLC 34008529.
- Romila Thapar (2013). 《The Past Before Us》. Harvard University Press. ISBN 978-0-674-72651-2.
- Upinder Singh (2008). 《A History of Ancient and Early Medieval India: From the Stone Age to the 12th Century》. Pearson Education India. ISBN 978-81-317-1677-9.
- Tej Ram Sharma (1989). 《A Political History of the Imperial Guptas: From Gupta to Skandagupta》. Concept. ISBN 978-81-7022-251-4.
- Tej Ram Sharma (1978). 《Personal and Geographical Names in the Gupta Inscriptions》. Concept. 49쪽. OCLC 5413655.